# Bertha Froriep
Bertha Froriep (* 16. Mai 1833 in Berlin; † 12. Dezember 1920 in Weimar) war eine deutsche Malerin. Sie gilt als bedeutende Porträt- und Genremalerin ihrer Zeit.

## Leben
Froriep war eine Tochter des Anatomen Robert Froriep (1804–1861) und Urenkelin des Verlegers Friedrich Justin Bertuch. Sie arbeitete als selbständige Künstlerin, wobei sie sowohl mit Zeichenstiften oder Feder als auch mit Aquarell- und Ölfarben malte. Ihre etwas ältere Schwester Alma (1832–1910), Ehefrau von August Emil Rückert, einem Sohn des Dichters Friedrich Rückert, war ebenfalls Malerin. Bertha lebte zusammen mit ihrer jüngeren Schwester Clara (1845–1921) im Weimarer „Bertuchhaus“, das die Frorieps von Bertuch übernommen hatten.
Bereits in ihrer Kindheit erhielt sie in Berlin Zeichenunterricht bei Adolf Menzel und Eduard Magnus. 1846 kam sie nach Weimar; dort lernte sie bei Friedrich Martersteig und Ferdinand Pauwels. Später war sie regelmäßig bei Ausstellungen in Berlin und Dresden oder im Thüringer Ausstellungsverein bildender Künstler in Jena vertreten und beteiligte sich auch an großen Kunstausstellungen in der Schweiz. Im Donndorf-Museum in Weimar gab es nach ihrem Tod eine Gedächtnisausstellung. Sie war zudem als Verwalterin des umfangreichen Familienbesitzes tätig.

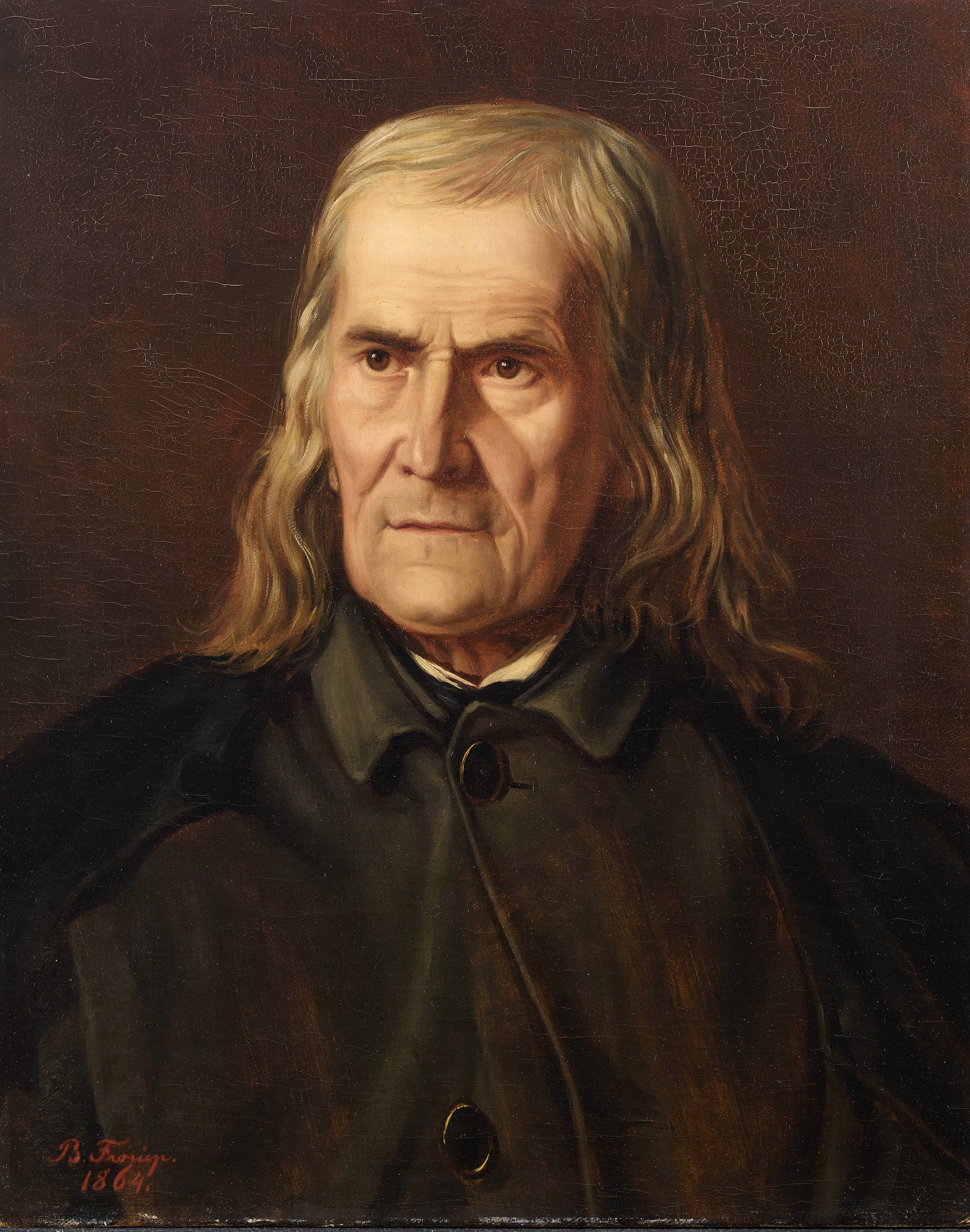
Bertha Froriep: Porträt Friedrich Rückert (1864)

In den 1860er Jahren porträtierte sie den gealterten Dichter Friedrich Rückert; auf Grundlage dieser Arbeiten schuf sie 20 Jahre später mindestens zwei weitere als Ganzfigurenporträts angelegte Bilder (die 1884 entstandene Fassung wurde 1945 in Coburg zerstört).
Sie fertigte Professorenporträts für die Aula der Universität Tübingen. Zu Studien hielt sie sich 1881/1882 in Holland und 1893 in Italien auf.